# En annan kvinna (1994)
En annan kvinna, kanadensisk film från 1994.

## Handling
När Lisa förlorar minnet efter en brutal attack påstår hennes man att hon är en annan kvinna.

## Om filmen
Filmen baseras på Margot Daltons bok Another Woman, i svensk översättning Två kvinnor.
Filmen hade premiär i USA den 2 oktober 1994.

## Rollista (urval)
- Justine Bateman - Lisa Temple
- Peter Outerbridge - Paul Temple